# (73300) 2002 JY69
(73300) 2002 JY69 – planetoida z pasa głównego asteroid okrążająca Słońce w ciągu 3,33 lat w średniej odległości 2,23 j.a. Odkryta 7 maja 2002 roku.